# Clã Itō
O clã Itō (伊東氏, Itō-shi) foi um clã do Japão que alegava descendência do guerreiro medieval Itō Suketoki (filho de Kudō Suketsune), que ficou famoso por participar do incidente envolvendo os irmãos Soga. A família tinha uma moderada influência no final do Período Sengoku . Durante o Período Heian do século XII, as relações mútuas entre os Itō e o Kamakura Bakufu se tornaram relativamente inexistentes após a traição instigada por Itō no Sukechika, condenado à morte por Minamoto no Yoritomo sob a acusação de separar terras e agir contra a vontade do pai e do irmão mais velho.
A família Itō sobreviveu durante o Período Muromachi, e continuou sendo um clã poderoso durante o Período Sengoku. Seus principais rivais nessa época eram os Shimazu. O clã Shimazu, que unificara as províncias de Satsuma e Ōsumi sob seu controle, entrou em conflito com os Itō em 1570. Os Itō foram finalmente vencidos pelos Shimazu em 1578. Yoshisuke, o chefe da família, foi a Kyoto através da província de Iyo, e pediu ajuda a Toyotomi Hideyoshi. As antigas terras da família foram restauradas em 1587, seguindo a invasão de Toyotomi Hideyoshi em Kyushu e a subjugação do clã Shimazu. No Período Edo, os Itō mantiveram suas terras, equivalentes ao domínio de Obi.
O conde Itō Sukeyuki, da era Meiji, era descendente dessa família.